# Roccastrada
Roccastrada är en ort och kommun i provinsen Grosseto i regionen Toscana i Italien. Kommunen hade 9 010 invånare (2018).